# Omnibus (periodico 1937)
Omnibus. Settimanale di attualità politica e letteraria fu un settimanale d'informazione italiano fondato nel 1937 da Leo Longanesi, che ne fu l'unico direttore durante la sua breve vita. Fu pubblicato fino al 29 gennaio 1939.
Considerato il progenitore dei settimanali d'informazione italiani, «Omnibus» aprì la strada a quello che divenne il popolare genere del rotocalco. Il periodico fu un modello per i rotocalchi del dopoguerra. Sul settimanale di Longanesi si trovarono per la prima volta la tecnica di stampa (la rotocalcografia), i criteri d'impaginazione, l'importanza data alle fotografie (usate consapevolmente come mezzo per attirare il lettore) che saranno adottati dai settimanali d'attualità del dopoguerra. Fu una palestra di giornalismo per uomini come Arrigo Benedetti, Mario Pannunzio ed Indro Montanelli.

## Il nome
Il pronome latino omnibus ("per tutti", dativo plurale di omnis) potrebbe oggi far pensare all'idea di uno sguardo al passato, o della rievocazione dei tempi andati, per esempio quelli di Roma antica. Al contrario, il vocabolo all'epoca era in uso. 
In Francia, ad esempio, la voiture omnibus era un veicolo pubblico motorizzato (ma in origine trainato da cavalli) che trasportava esclusivamente le persone con i loro bagagli personali. La scelta del nome della rivista fu rivelatrice del programma del suo direttore: Omnibus è destinato a tutti e vi è di tutto, coniugando qualità e gusti popolari. Il rivolgersi a tutti significa inoltre uscire dal mondo chiuso in se stesso di "Strapaese", il movimento culturale cui Longanesi aveva fino ad allora aderito.

## Storia

### Fondazione
Fin dal 1935 Leo Longanesi iniziò a progettare un giornale illustrato d'informazione stampato in rotocalco. Chiese un'autorizzazione personale a Benito Mussolini, che ottenne nel gennaio 1936 ad una condizione: la nomina di Tomaso Monicelli come amministratore. Ottenuto il via libera, Longanesi trovò un editore nel milanese Angelo Rizzoli, che il giornalista prediligeva per i suoi avanzati macchinari per la stampa. L'editore milanese, infatti, aveva già introdotto le macchine a rotocalco nelle proprie tipografie. Rizzoli, che non credeva fino in fondo nel successo della rivista, non consentì però a Longanesi di organizzare una redazione. Longanesi dovette quindi affidarsi a collaboratori esterni. Scelse Mario Pannunzio (27 anni) e Primo Zeglio (31 anni, compagno di studi di Pannunzio al Centro sperimentale di cinematografia di Roma) per la critica cinematografica, mentre affidò ad Arrigo Benedetti (coetaneo di Pannunzio, di cui è amico; entrambi vengono da Lucca) la critica letteraria.
Il giornale, quando nacque, ebbe due editori: Rizzoli e Mondadori. Il fatto, abbastanza insolito, sembra fosse dovuto alle pressioni del regime. Dopo soli sei mesi di coabitazione, comunque, la sinergia si sciolse e Rizzoli rimase l'editore unico del settimanale.

### Contenuti della rivista
| L'IMPAGINAZIONE DI «OMNIBUS» |                                                                                 |
| Pag. | Contenuto                                                                       |
| 1 | Prima pagina                                                                    |
| 2 | «Guerra e pace»                                                                 |
| 3 | Terza pagina                                                                    |
| 4 5 6 | Racconti in traduzione, servizi dall'estero, note di costume, rubriche di moda. |
| 7 | «Il Sofà delle Muse»                                                            |
| 8 | réclame                                                                         |
| 9 | «Giorno e notte»                                                                |
| 10 | Romanzo americano tradotto                                                      |
| 11 | «Giallo e rosso»                                                                |
| 12-15 | servizi vari e réclame                                                          |
| 16 | Satira (vignette, fotografie, ecc.)                                             |
| Fonte: Maria Chiara Selmo, Un inventore di giornali. Leo Longanesi scrittore grafico pittore (tesi di laurea), Università di Padova, a.a. 2010/11. |                                                                                 |

Il primo numero uscì a Roma il 28 marzo 1937 - con la data del 3 aprile - al prezzo di 1 lira. La pagina era divisa in sei colonne, la foliazione era di 16 pagine. Longanesi stesso scelse il carattere tipografico Bodoni. Il formato della rivista, inusuale per l'Italia, il Nordic (40 × 56 cm), era simile a quello dei quotidiani, che all'epoca adottavano il formato lenzuolo (43 × 58/59 cm).

Essendo nato d'intesa con le alte autorità del fascismo, il settimanale ottemperò alle direttive del Ministero della cultura popolare per quanto riguarda gli articoli di politica, interna ed estera. In tale ambito non fu diverso dagli altri giornali di regime. Nel campo della cultura invece Omnibus ebbe un atteggiamento completamente differente: le critiche al cinema e al teatro italiani furono serrate, il linguaggio disinvolto e anticonvenzionale. Con «Omnibus» Longanesi fece un settimanale di dibattito culturale e artistico, di curiosità mondana e satira di costume, di musica e di teatro.
 Il debutto fu un successo: vennero vendute 42 000 copie. Longanesi (che curò la fattura della rivista ma non vi scrisse direttamente) diede un taglio completamente nuovo ed innovativo all'offerta informativa, con inchieste ed articoli storici e politici, inserendo anche saggi di cultura letteraria (racconti a puntate, poesie, dibattiti). 
Fin dal suo esordio il rotocalco ebbe una struttura e un'impaginazione ben definite, che non sarebbero più mutate. Le rubriche fisse di «Omnibus» furono:
- Politica estera: «Guerra e pace» (pagina 2) di Augusto Guerriero, che si firmò “Ricciardetto”[11]. Lo stile era privo di retorica fascista, il contenuto non seguiva le linee imposte dal regime. Guerriero non nominò mai Mussolini e il partito, non parlò (pur essendo una rubrica di affari esteri) della politica estera del governo. Non ne parlò perché in dissenso; per questo motivo niente articoli sull’Impero e la guerra d'Etiopia, sul Patto anticomintern, sull'uscita dell'Italia dalla Società delle Nazioni. Sulla guerra di Spagna disse che non vorrebbe scriverne e ha “rimandato troppo l’ingrato dovere”[12]. La rubrica ebbe riscontri di attacchi, rivolti a specifici articoli, da parte della stampa filofascista. Aldo Garosci testimonia che la rubrica veniva letta anche dagli antifascisti: “Lo leggevamo perché era l’unico scrittore di politica estera informato e serio”[13];
- Letteratura: «Il sofà delle muse» (pagina 7, tenuta da Arrigo Benedetti). All'interno della rubrica trovarono spazio gli articoli di intellettuali che in seguito ebbero uno spazio importante nella cultura italiana, come Alberto Moravia, Eugenio Montale, Elio Vittorini e Vitaliano Brancati, a testimonianza della lungimiranza di Longanesi[4];
- Cinema: «Giorno e notte» (pagina 9, a cura di Mario Pannunzio);
- Prose e concerti a Roma: «Giallo e rosso» (pagina 11). La rubrica è suddivisa in: «Palchetti romani» (teatro) di Alberto Savinio e «Il sorcio nel violino»[14] (musica) di Bruno Barilli;
- Architettura ed urbanistica: «Via dal vantaggio»;
- Corsi e valute: «Mercurio».

Vi era poi la rubrica a scadenza non fissa «Il Demone quotidiano», che raccoglieva scritti sopra le righe e ironici. In ogni numero comparivano inoltre i graffianti e divertenti disegni di Mino Maccari. Gli altri autori delle vignette satiriche furono: Amerigo Bartoli, Bernardo Leporini e Giuseppe Novello. Inoltre, la fantasia del direttore, unita alla sua verve polemica ed alla sua acuta intelligenza, originò quelle famose "fotografie innovative e provocatorie" (riunite in una pagina in fondo alla rivista intitolata «Album di famiglia») che ispirarono tutta la stampa d'informazione italiana del dopoguerra. Nel 1938, dopo un anno di vita, il settimanale sfiorò la tiratura di 100 000 copie.
Ogni articolo era poi corredato da grandi fotografie, molto più nitide di quelle che apparivano sugli altri settimanali grazie alla stampa in rotocalco. Realizzate da Cesare Barzacchi su soggetti scelti da Longanesi (la cui abilità nell'uso delle fonti iconografiche era un punto di forza del giornale), le fotografie non avevano solo lo scopo di accompagnare l'articolo, ma rafforzavano e ampliavano i contenuti. L'immagine si adattava alle esigenze della comunicazione, diventando ora documento freddo e distaccato della realtà, ora occhio critico verso la società.

### La chiusura
Sulle esatte ragioni del decreto ministeriale di chiusura di «Omnibus» esistono tre versioni alternative.
Secondo la prima, Savinio, nel suo articolo, sosteneva che la morte di Leopardi, avvenuta a Napoli il 14 giugno 1837, fosse stata causata dalla dissenteria, dovuta a «gelati, sorbetti, mantecati, spumoni, cassate e cremolati», che quasi quotidianamente amava gustare al Caffè d’Italia (chiuso nel 1936). Aver offerto un'immagine così prosaica della massima gloria poetica nazionale avrebbe provocato la reazione del regime.
Secondo la seconda versione, l'argomento dissenteria era stato maliziosamente accostato da Savinio ad una notizia vera, cioè la chiusura - pochi mesi prima - del Caffè Gambrinus (famoso caffè napoletano dove si recava spesso), perché poco puliti nel confezionamento dei gelati. Il federale di Napoli ritenne l'articolo offensivo per il buon nome della città e fece pressioni sul ministro affinché prendesse provvedimenti.
Secondo la terza versione, la malizia di Savinio era nel commento finale dell'articolo ("l'aria di Napoli è fatale ai bei caffè, come le rose sono velenose agli asini"), successivo all'accostamento dissenteria-Gambrinus: esso avrebbe lasciato intendere che la chiusura del famoso locale fosse stata conseguenza di una lagnanza del prefetto, che risiedeva al piano superiore.
(Telegramma del Ministro della cultura popolare al Prefetto di Milano. Roma, 2 febbraio 1939.)
Longanesi aveva assunto nei confronti del regime una posizione che veniva percepita come troppo indipendente e autonoma. L'occasione per un intervento diretto del Ministero della cultura popolare venne da un articolo di Alberto Savinio, apparso a pag. 4 sul numero del 28 gennaio 1939. L'articolo, dedicato alla celebrazione a Napoli di Giacomo Leopardi, nel 102º anniversario della morte, era intitolato «Il sorbetto di Leopardi». Giudicato irriverente, costò l'ordine di sospensione a tempo indeterminato delle pubblicazioni.
La mano pesante del regime non si fece sentire solo nel gennaio 1939: nel complesso, tutta la breve esistenza di «Omnibus» fu difficile. Gino Visentini, allievo di Longanesi, ricorda:
(C. Pizzinelli, Parliamo di Longanesi, Roma, 1988. P. 80.)
Il 2 febbraio, il giorno stesso del ricevimento del telegramma, Longanesi scrisse una lettera al ministro Alfieri, cui chiese di rivedere il provvedimento. Seguirono due lettere a Mussolini, senza esito.

Lo stesso ministro Alfieri ricevette, il giorno dopo la sospensione di «Omnibus», un telegramma del podestà di Napoli (Giovanni Orgera) che esprimeva “il ringraziamento della città per il vostro energico rapido salutare provvedimento”.

## Firme
La collezione di Omnibus comprende 96 numeri, di cui: 39 usciti nel 1937, 53 nel 1938 e 4 nel 1939.
 
Per decisione dell'editore, il settimanale non ebbe una redazione con giornalisti contrattualizzati a tempo pieno. Leo Longanesi si avvalse quindi di una schiera di collaboratori, molti dei quali erano estranei al mondo ufficiale della cultura di allora:
- Arrigo Benedetti, collaboratore fisso e responsabile della critica letteraria;
- Mario Pannunzio, collaboratore fisso e responsabile della critica cinematografica;
- Bruno Barilli alla critica musicale;
- Alberto Savinio alla critica teatrale;
- Augusto Guerriero e Indro Montanelli, alla politica estera;
- Manlio Lupinacci, articoli a fondo storico e critica letteraria;
- Gino Visentini, critica letteraria e articoli sulla società;
- Irene Brin, brevi pezzi di costume;
- Maria Del Corso recensioni di libri e articoli a fondo storico;
- Massimo Alberini, “ritratti” di persone e situazioni delle città di provincia[23]

Leo Longanesi non firmò alcun articolo con il proprio nome. Ma la sua mano fu presente ovunque nel settimanale: dalla scelta della veste tipografica, all'impaginazione e alle fotografie; Longanesi inoltre rivedeva e correggeva personalmente i testi degli articoli prima di pubblicarli.

Sul settimanale apparvero anche le firme di:
- Corrado Alvaro (che pubblicò sul settimanale un inedito, I nemici),
- Vitaliano Brancati (pubblicò su «Omnibus» Gli anni perduti),
- Emilio Cecchi;
- Vittorio Gorresio;
- Mino Maccari;
- Mario Missiroli;
- Paolo Monelli;
- Alberto Moravia;
- Mario Praz;
- Primo Zeglio.

Indro Montanelli collaborò al giornale con diversi pseudonimi, come "L'addetto alle schede", "Il tarlo" e "L'Archivista". Nel 1937 il settimanale pubblicò alcuni reportage col suo nome dalla Spagna dove infuriava la guerra civile (Da un fronte all'altro, 7 agosto 1937).

## Autori pubblicati

### Italiani
- Riccardo Bacchelli
- Luigi Bartolini
- Alessandro Bonsanti
- Dino Buzzati (pubblicò sotto lo pseudonimo Giovanni Drogo[27] tre racconti: Notizie false, Sempre notte e Dolore notturno e un romanzo breve, Lo strano viaggio di Domenico Molo)[28]
- Roberto Campagnoli (esperto di vita sociale statunitense)
- Giorgio De Chirico
- Antonio Delfini
- Enrico Emanuelli
- Augusto Guerriero
- Tommaso Landolfi
- Curzio Malaparte
- Eugenio Montale
- Alberto Moravia
- Enrico Morovich
- Orsola Nemi
- Giuseppe Novello
- Aldo Palazzeschi
- Giorgio Pasquali
- Ercole Patti
- Giuseppe Prezzolini
- Mario Soldati (pubblicò a puntate, sui primi 11 numeri del periodico, La verità sul caso Motta)
- Bonaventura Tecchi
- Adriano Tilgher
- Pietro Paolo Trompeo
- Elio Vittorini
- Cesare Zavattini

### Stranieri
«Omnibus» pubblicò gli allora più recenti e maggiormente noti scrittori e giornalisti statunitensi, tra cui Ernest Hemingway (tradotto da Elio Vittorini) ed H. R. Knickerbocker (tra parentesi i titoli dei racconti apparsi a puntate sul periodico): 
- Dashiell Hammett (La ragazza dagli occhi d'argento),
- Joseph Roth (Il capostazione Fallmerayer),
- John Steinbeck (Le orecchie dell'orso),
- William Faulkner (La spilla),
- Ben Hecht (Delitto senza passione, Il fantasma del vecchio albergo e Sangue di attore),
- Hubert Renfro Knickerbocker (corrispondente dalla Spagna in guerra)
- Ring Lardner (Il campione),
- James Thomas Farrell
- John Fante
- Erskine Caldwell

Altri autori pubblicati furono gli inglesi Richard Hughes e James Hilton; il ceco Karel Čapek; il russo Michail Zoščenko; il cinese Lu Hsun. Alcuni di loro vennero tradotti in Italia per la prima volta.